# Целль (Каринтия)
Целль (нем. Zell) — коммуна (нем. Gemeinde) в Австрии, в федеральной земле Каринтия. 
Входит в состав округа Клагенфурт. Население составляет 666 человек (на 31 декабря 2005 года). Занимает площадь 75,3 км². Официальный код — 2 04 41.

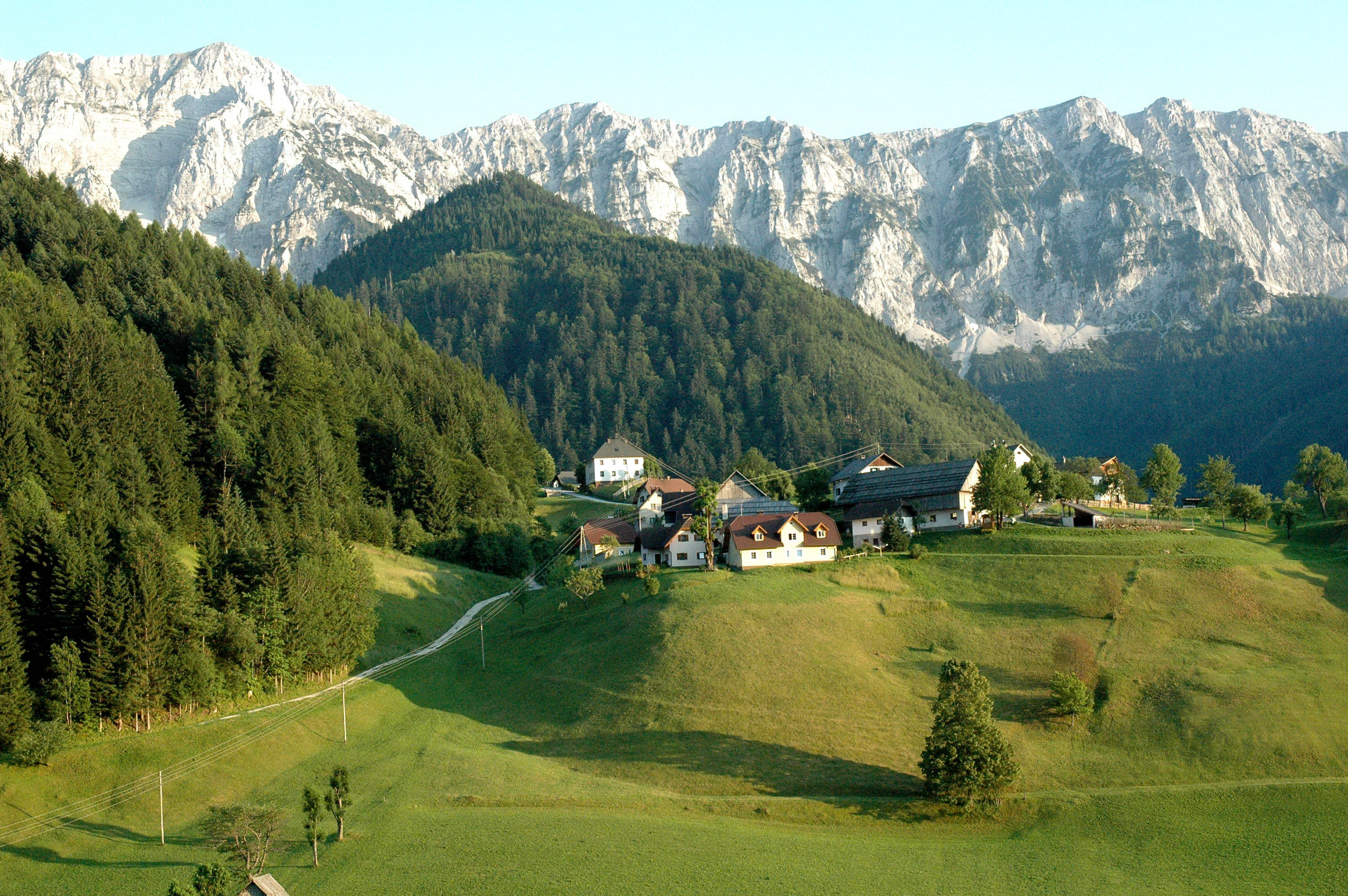
Целль

## Политическая ситуация
Бургомистр коммуны — Энгельберт Васнер (СДПА) по результатам выборов 2003 года.
Совет представителей коммуны (нем. Gemeinderat) состоит из 11 мест.
- СДПА занимает 6 мест.
- Партия Enotna Lista занимает 4 места.
- АНП занимает 1 место.